# Nati nel 1949/Dicembre
| Questa pagina contiene informazioni ricavate automaticamente dalle voci biografiche con l'ausilio del template Bio e di un bot. L'aggiornamento è periodico e automatico e ricostruisce completamente la pagina. Se manca una persona in questa lista, sei pregato di non aggiungerla, ma accertati piuttosto che la sua voce biografica contenga il template Bio e che i dati anagrafici siano correttamente compilati. Se il template Bio manca, inseriscilo tu stesso o, in alternativa, metti l'avviso {{tmp\|Bio}} che ne segnala la mancanza. Se i dati riportati sono sbagliati, correggi direttamente la voce biografica; le modifiche saranno visibili in questa lista entro pochi giorni. Per chiarimenti vedi il progetto biografie. La lista contiene solo le 240 persone che sono citate nell'enciclopedia e per le quali è stato implementato correttamente il template Bio. Pagina aggiornata al 2 ago 2025. |

- 1º dicembre - Colleen Brennan, attrice e ex attrice pornografica statunitense
- 1º dicembre - Pablo Escobar, criminale e politico colombiano († 1993)
- 1º dicembre - Stephen Kaplan, ex schermidore statunitense
- 1º dicembre - Sebastián Piñera, politico e imprenditore cileno († 2024)
- 2 dicembre - Douglas Allen Booth, sceneggiatore, produttore televisivo e autore televisivo britannico
- 2 dicembre - Shūichi Ikeda, doppiatore giapponese
- 2 dicembre - Jean-François Jodar, allenatore di calcio e ex calciatore francese
- 2 dicembre - Ron Raines, attore e cantante statunitense
- 2 dicembre - Penelope Tree, supermodella statunitense
- 3 dicembre - John Akii-Bua, ostacolista ugandese († 1997)
- 3 dicembre - Arturo Ballabio, missionario e ex calciatore italiano
- 3 dicembre - Giorgio Bittolo, ex calciatore italiano
- 3 dicembre - Franco Gussoni, politico italiano († 2018)
- 3 dicembre - Heather Menzies, attrice canadese († 2017)
- 3 dicembre - Richard Shusterman, filosofo statunitense
- 4 dicembre - G.G. Anderson, cantante, compositore e paroliere tedesco
- 4 dicembre - Jeff Bridges, attore, produttore cinematografico e musicista statunitense
- 4 dicembre - Wilma Labate, regista e sceneggiatrice italiana
- 4 dicembre - Arturo Salah, allenatore di calcio, ex calciatore e dirigente sportivo cileno
- 4 dicembre - Pamela Stephenson, attrice neozelandese
- 4 dicembre - Graham Eric Stirrup, generale britannico
- 4 dicembre - Willie Watson, ex calciatore scozzese
- 5 dicembre - Pamela Blair, attrice, cantante e ballerina statunitense († 2023)
- 5 dicembre - Paolo Frau, criminale italiano († 2002)
- 5 dicembre - Bruce Melnick, ex astronauta statunitense
- 5 dicembre - Enrico Pieranunzi, pianista, compositore e arrangiatore italiano
- 5 dicembre - Edith Prock, cantante tedesca
- 5 dicembre - Carmelo Spitaleri, politico italiano
- 5 dicembre - Lanny Wadkins, golfista statunitense
- 5 dicembre - Abdullah Senussi, generale sudanese
- 6 dicembre - Giorgio Barbana, calciatore italiano († 2015)
- 6 dicembre - Paolo Berlusconi, imprenditore, editore e dirigente sportivo italiano
- 6 dicembre - Gianfranco Giardi, ex tiratore a segno sammarinese
- 6 dicembre - Ruperto Herrera, ex cestista cubano
- 6 dicembre - Gaetano Rizzuto, giornalista italiano
- 6 dicembre - Rodrigues Neto, allenatore di calcio e calciatore brasiliano († 2019)
- 7 dicembre - Lengissa Bedane, ex maratoneta etiope
- 7 dicembre - Ilda Boccassini, ex magistrata italiana
- 7 dicembre - Francesco Bossi, filologo e grecista italiano († 2014)
- 7 dicembre - Michael Duke, imprenditore statunitense
- 7 dicembre - Marcello Farrabi, ex calciatore italiano
- 7 dicembre - Joseph LeDoux, neuroscienziato statunitense
- 7 dicembre - James Rivière, artista, designer e gioielliere italiano
- 7 dicembre - Pietro Turchetti, scrittore e saggista italiano
- 7 dicembre - Tom Waits, cantautore, polistrumentista e attore statunitense
- 8 dicembre - Antonio Biosca, ex calciatore spagnolo
- 8 dicembre - Mario Castellana, filosofo e docente italiano
- 8 dicembre - Mary Gordon, scrittrice statunitense
- 8 dicembre - Daniela Maccelli, ginnasta italiana († 2022)
- 8 dicembre - Cameron Mason, ballerino, cantante e attore statunitense
- 8 dicembre - Nancy Meyers, regista, produttrice cinematografica e sceneggiatrice statunitense
- 8 dicembre - Stefano Preda, economista e dirigente d'azienda italiano
- 8 dicembre - Ray Shulman, bassista, produttore discografico e compositore britannico († 2023)
- 8 dicembre - Robert Sternberg, psicologo statunitense
- 8 dicembre - Wainer Vaccari, pittore, scultore e illustratore italiano
- 8 dicembre - Pete Vipond, ex hockeista su ghiaccio canadese
- 9 dicembre - Tom Kite, golfista statunitense
- 9 dicembre - Rolf-Dieter Müller, storico e politologo tedesco
- 9 dicembre - László Orbán, pugile ungherese († 2009)
- 9 dicembre - Fernando Parrado, ex rugbista a 15 uruguaiano
- 10 dicembre - Mohammed Shahabuddin, giurista e politico bangladese
- 10 dicembre - Paco D'Alcatraz, cantautore, comico e scrittore italiano
- 10 dicembre - Ornella De Zordo, anglista, traduttrice e politica italiana
- 10 dicembre - Mario Giacomi, calciatore italiano († 1977)
- 10 dicembre - David Perdue, politico statunitense
- 11 dicembre - Ivan Buljan, allenatore di calcio e ex calciatore jugoslavo
- 11 dicembre - Noel Campbell, calciatore e allenatore di calcio irlandese († 2022)
- 11 dicembre - Cesare De Marchi, scrittore e traduttore italiano
- 11 dicembre - Daniela Dioguardi, politica italiana
- 11 dicembre - Elenī Gerasimidou, politica e attrice greca
- 11 dicembre - Steve Giatzoglou, allenatore di pallacanestro e ex cestista statunitense
- 11 dicembre - László Mérő, matematico e scrittore ungherese
- 11 dicembre - Laura Nappi, ex velocista italiana
- 11 dicembre - Rafael Antonio Niño, ex ciclista su strada e dirigente sportivo colombiano
- 12 dicembre - David Abulafia, storico britannico
- 12 dicembre - Pantaleo Corvino, dirigente sportivo italiano
- 12 dicembre - Alex Devlin, ex cestista canadese
- 12 dicembre - Franz Fuchs, serial killer e terrorista austriaco († 2000)
- 12 dicembre - Romeo Gigli, stilista italiano
- 12 dicembre - Renato Liprandi, attore, scrittore e drammaturgo italiano
- 12 dicembre - Bill Nighy, attore britannico
- 12 dicembre - Marc Ravalomanana, politico malgascio
- 12 dicembre - Anatolij Šepel', ex calciatore sovietico
- 12 dicembre - Bob Zmuda, scrittore, comico e produttore televisivo statunitense
- 13 dicembre - Tarik Akan, attore e produttore cinematografico turco († 2016)
- 13 dicembre - Rolf Bernhard, ex lunghista svizzero
- 13 dicembre - Kenji Kodama, regista giapponese
- 13 dicembre - Robert Lindsay, attore inglese
- 13 dicembre - Randy Owen, cantante e chitarrista statunitense
- 13 dicembre - Pierre Russell, cestista statunitense († 1995)
- 13 dicembre - Giovanbattista Tedesco, carabiniere italiano († 1989)
- 13 dicembre - Aleksandar Tijanić, giornalista serbo († 2013)
- 13 dicembre - Tom Verlaine, chitarrista, cantante e compositore statunitense († 2023)
- 13 dicembre - Manny Villar, imprenditore e politico filippino
- 14 dicembre - Bill Buckner, giocatore di baseball statunitense († 2019)
- 14 dicembre - Pierluigi Calderoni, musicista e batterista italiano
- 14 dicembre - Giorgio Colangeli, attore italiano
- 14 dicembre - Sandro Giacobbe, cantautore italiano
- 14 dicembre - Magda Negri, politica italiana
- 14 dicembre - Lloyd Phillips, produttore cinematografico sudafricano († 2013)
- 14 dicembre - Inger Lise Rypdal, cantante norvegese
- 14 dicembre - Steve Twellman, ex calciatore statunitense
- 14 dicembre - Henryk Wieczorek, ex calciatore polacco
- 14 dicembre - Cliff Williams, bassista inglese
- 15 dicembre - Marie Brenner, scrittrice e giornalista statunitense
- 15 dicembre - Erik Fichtelius, giornalista, autore televisivo e scrittore svedese
- 15 dicembre - Don Johnson, attore, cantante e produttore televisivo statunitense
- 15 dicembre - Győző Martos, ex calciatore ungherese
- 15 dicembre - Mafuila Mavuba, calciatore congolese (Repubblica Democratica del Congo) († 1996)
- 15 dicembre - Luciano Pietronero, fisico italiano
- 15 dicembre - Andrés Stanovnik, arcivescovo cattolico argentino
- 16 dicembre - Bill Chamberlain, cestista statunitense († 2025)
- 16 dicembre - Billy Gibbons, cantante e chitarrista statunitense
- 16 dicembre - Kerry Hogarth, ex tennista australiana
- 16 dicembre - Stephanie Lawrence, attrice, cantante e ballerina inglese († 2000)
- 17 dicembre - Poul Erik Andreasen, allenatore di calcio e ex calciatore danese
- 17 dicembre - Joel Brooks, attore statunitense
- 17 dicembre - Humberto Costas, velista spagnolo
- 17 dicembre - Sōtīrīs Kaïafas, ex calciatore cipriota
- 17 dicembre - Karl-Heinz Menz, ex biatleta tedesco
- 17 dicembre - Guido Paci, pilota motociclistico e bobbista italiano († 1983)
- 17 dicembre - Antonino Recca, chimico italiano († 2024)
- 17 dicembre - Paul Rodgers, cantautore, polistrumentista e compositore britannico
- 18 dicembre - László Branikovits, calciatore ungherese († 2020)
- 18 dicembre - Joseph Effiong Ekuwem, arcivescovo cattolico nigeriano
- 18 dicembre - Wilfried Gröbner, allenatore di calcio e ex calciatore tedesco orientale
- 18 dicembre - David Alexander Johnston, vulcanologo statunitense († 1980)
- 18 dicembre - David Liptak, compositore e docente statunitense
- 18 dicembre - Paul Neary, fumettista britannico († 2024)
- 18 dicembre - Larry Nocella, sassofonista italiano († 1989)
- 18 dicembre - Anna Pasiarová, ex fondista cecoslovacca
- 19 dicembre - Gérard Cartier, ingegnere e poeta francese
- 19 dicembre - Sebastian, musicista, cantante e compositore danese
- 19 dicembre - Christian Dalger, calciatore e allenatore di calcio francese († 2023)
- 19 dicembre - Le Ly Hayslip, scrittrice e filantropa vietnamita
- 19 dicembre - Nasser Hejazi, allenatore di calcio e calciatore iraniano († 2011)
- 19 dicembre - Carlos Gomes Júnior, politico guineense
- 19 dicembre - Jupp Kapellmann, ex calciatore tedesco
- 19 dicembre - Claudia Kolb, ex nuotatrice statunitense
- 19 dicembre - Nancy Kyes, attrice statunitense
- 19 dicembre - Ettore Liguori, politico e imprenditore italiano
- 19 dicembre - Kjell Nilsson, ex culturista, ex sollevatore e attore svedese
- 19 dicembre - Lenny White, batterista statunitense
- 19 dicembre - Carmelo Zammit, vescovo cattolico e teologo maltese
- 20 dicembre - Soumaïla Cissé, politico maliano († 2020)
- 20 dicembre - Claudia Jennings, modella e attrice statunitense († 1979)
- 20 dicembre - Giorgio Molteni, regista e sceneggiatore italiano
- 20 dicembre - Daniela Morelli, scrittrice, drammaturga e sceneggiatrice italiana
- 20 dicembre - Gianfranco Morgando, politico italiano
- 20 dicembre - Takao Okawara, regista giapponese
- 20 dicembre - Pio, cantante italiano
- 20 dicembre - Tapio Sten, ex cestista finlandese
- 20 dicembre - Steven S. Vogt, astronomo statunitense
- 21 dicembre - Claude Chartre, ex hockeista su ghiaccio canadese
- 21 dicembre - Patti Hogan, ex tennista statunitense
- 21 dicembre - Michael Horse, attore statunitense
- 21 dicembre - Daniel Killer, ex calciatore argentino
- 21 dicembre - Carlo Pennisi, chitarrista, produttore discografico e arrangiatore italiano
- 21 dicembre - Thomas Sankara, militare, politico e rivoluzionario burkinabé († 1987)
- 21 dicembre - Nikolaos Sifunakis, politico greco
- 22 dicembre - Anton Anton, politico e ingegnere rumeno
- 22 dicembre - Graham Beckel, attore statunitense
- 22 dicembre - Manfred Burgsmüller, calciatore tedesco occidentale († 2019)
- 22 dicembre - Jesús Esteban Catalá Ibáñez, vescovo cattolico spagnolo
- 22 dicembre - Anna Galiena, attrice italiana
- 22 dicembre - Maurice Gibb, cantante, compositore e arrangiatore britannico († 2003)
- 22 dicembre - Robin Gibb, cantante, compositore e arrangiatore britannico († 2012)
- 22 dicembre - Ray Guy, giocatore di football americano statunitense († 2022)
- 22 dicembre - Vladimír Martinec, ex hockeista su ghiaccio ceco
- 22 dicembre - Riccardo Orioles, giornalista italiano
- 22 dicembre - Dave Robisch, ex cestista e allenatore di pallacanestro statunitense
- 22 dicembre - Clara Serina, cantante e compositrice brasiliana
- 23 dicembre - Adrian Belew, chitarrista e cantante statunitense
- 23 dicembre - Christian Delacampagne, filosofo e scrittore francese († 2007)
- 23 dicembre - Gilbert Dussier, calciatore lussemburghese († 1979)
- 23 dicembre - Ivan Kostov, politico bulgaro
- 23 dicembre - Corrado Pizziolo, vescovo cattolico italiano
- 23 dicembre - Jean-Noël Rey, politico svizzero († 2016)
- 23 dicembre - François Suchanecki, ex schermidore svizzero
- 23 dicembre - Ella Vogelaar, politica e sindacalista olandese († 2019)
- 23 dicembre - Ugo Zampetti, funzionario italiano
- 24 dicembre - Warwick Brown, ex pilota automobilistico australiano
- 24 dicembre - Ray Colcord, compositore statunitense († 2016)
- 24 dicembre - Mircea Diaconu, attore, scrittore e politico rumeno († 2024)
- 24 dicembre - Skënder Gjinushi, matematico e politico albanese
- 24 dicembre - Nikolaj Gluškov, imprenditore russo († 2018)
- 24 dicembre - Vakht'ang Koridze, ex calciatore sovietico
- 24 dicembre - Ryszard Legutko, filosofo e politico polacco
- 24 dicembre - Massimo Montanari, storico italiano
- 24 dicembre - Randy Neugebauer, politico statunitense
- 24 dicembre - Willi Reimann, allenatore di calcio e ex calciatore tedesco
- 25 dicembre - Simone Bittencourt de Oliveira, cantante e ex cestista brasiliana
- 25 dicembre - Henriette Ekwe Ebongo, giornalista e attivista camerunese
- 25 dicembre - Bernie Fryer, ex cestista e arbitro di pallacanestro statunitense
- 25 dicembre - Sergej Novikov, judoka sovietico († 2021)
- 25 dicembre - István Osztrics, ex schermidore ungherese
- 25 dicembre - Antonio Pettinari, politico italiano
- 25 dicembre - Wil Robinson, ex cestista statunitense
- 25 dicembre - Nawaz Sharif, politico pakistano
- 25 dicembre - Sissy Spacek, attrice e cantante statunitense
- 25 dicembre - Anne Spielberg, sceneggiatrice statunitense
- 25 dicembre - Gianni Vannoni, scrittore italiano († 2017)
- 25 dicembre - Joey Yale, attore pornografico statunitense († 1986)
- 26 dicembre - Michail Sergeevič Bojarskij, attore e cantante russo
- 26 dicembre - Judith Ford, modella statunitense
- 26 dicembre - Paolo Guerra, produttore teatrale e produttore cinematografico italiano († 2020)
- 26 dicembre - Rodrigo Lira, poeta cileno († 1981)
- 26 dicembre - Ira Newborn, compositore e musicista statunitense
- 26 dicembre - Stefano Perrotta, allenatore di pallacanestro italiano
- 26 dicembre - José Ramos-Horta, politico est-timorese
- 26 dicembre - Suly Röthlisberger, attrice svizzera
- 26 dicembre - Ol'ga Aleksandrovna Sedakova, poetessa, scrittrice e traduttrice russa
- 26 dicembre - George Winston, pianista statunitense († 2023)
- 27 dicembre - Mauro Bertagnin, architetto e urbanista italiano
- 27 dicembre - Juan Cáceres, ex calciatore peruviano
- 27 dicembre - Massimo Dolazza, politico italiano († 2019)
- 27 dicembre - Klaus Fischer, ex calciatore e allenatore di calcio tedesco
- 27 dicembre - Ntfombi Tfwala, regina swati
- 27 dicembre - Johannes Maria Trilaksyanta Pujasumarta, arcivescovo cattolico indonesiano († 2015)
- 28 dicembre - Gheorghe Berceanu, lottatore rumeno († 2022)
- 28 dicembre - Barbara De Fina, produttrice cinematografica statunitense
- 28 dicembre - Rachel Elior, docente e insegnante israeliana
- 28 dicembre - Dave Hudson, ex hockeista su ghiaccio canadese
- 28 dicembre - Hilton McRae, attore scozzese
- 28 dicembre - Jean-Claude Olry, ex canoista francese
- 29 dicembre - Phil Boggs, tuffatore statunitense († 1990)
- 29 dicembre - Karl-Heinz Kalbfell, dirigente d'azienda tedesco († 2013)
- 29 dicembre - Ian Livingstone, autore di giochi e imprenditore britannico
- 30 dicembre - David Bedford, ex mezzofondista e siepista britannico
- 30 dicembre - Chris Dunleavy, ex calciatore inglese
- 30 dicembre - Bruce Fairbairn, musicista e produttore discografico canadese († 1999)
- 30 dicembre - William Forsythe, danzatore e coreografo statunitense
- 30 dicembre - Claudio Lusuardi, pilota motociclistico italiano
- 30 dicembre - Alberto Salerno, paroliere e produttore discografico italiano
- 31 dicembre - Bruce Davidson, cavaliere statunitense
- 31 dicembre - Flora Gomes, regista guineense
- 31 dicembre - James B. Jordan, pastore protestante e teologo statunitense
- 31 dicembre - Delwa Kassiré Koumakoye, politico ciadiano
- 31 dicembre - Rod Macqueen, ex rugbista a 15, canottiere e allenatore di rugby a 15 australiano
- 31 dicembre - Luciano Rebulla, politico italiano